# Стрибик-Буркель, Летиция
Летиция Стрибик-Буркель (фр. Laëtitia Stribick-Burckel; род. 22 января 1984, Мюлуз) — французская футболистка, вратарь.

## Карьера
Воспитанница клуба ЖСК. Выступала за свою карьеру в молодёжных составах команд «Суайо», «Ла-Рошель» и академии Клерфонтен, с 2003 по 2005 годы защищала цвета «Тулузы», с 2005 по 2010 год играла за «Суайо». В сборной единственную игру провела 14 марта 2008 года против Канады.